# Dinamika (zene)
A dinamika az ógörög dünamisz (δύναμις) = erő szóból ered, a zenei hangzás egyik összetevője, a zenei hangerősség mértéke. A dinamika mint kifejezés valamely zenemű hangerősségbeli felépítését, szerkezetét, esetleg az egyes zenei egységek (relatív) hangerőségbeli állapotát jelöli. A dinamika változása lehet fokozatos (erősítés-halkítás), teraszos (lépcsőzetesen erősödő vagy halkuló) vagy hirtelen bekövetkező („subito” piano, „subito” forte - olasz subito = hirtelen).
A zene természetéből adódan a dinamika nem egzakt mennyiség, hanem szubjektív fogalom, amely többek között függ az előadó és a hallgató fizikai távolságától, a hangzó tér akusztikájától, a hangforrás (hangszer, énekes vagy előadóegyüttes) jellegétől, és nem utolsósorban a zeneszerző, az előadó és a hallgató egyéni felfogásától.

## A fogalom kialakulása
A 18. századig a zeneszerzők a dinamika megállapítását (a zenei hangzás több más összetevőjével együtt) az előadói kompetencia körébe sorolták. A korstílus egységesebb volt, a kor előadói gyakorlatának elsajátítása sokkal inkább része volt a hivatásos muzsikus képzésének, és a zeneszerzői és előadói tevékenység sokkal kevésbé különült el egymástól, mint a későbbi korokban. A középkor, a reneszánsz és a korai barokk zenében nagyrészt a közmegegyezés, a korstílus általánosan elfogadott szabályai határozták meg a hangerősséget. Még J. S. Bach és kortársai is rendkívül takarékosan, és csak kivételes esetekben éltek a dinamikai jelzésekkel. Olyankor alkalmazták őket, amikor valamely, a kor gyakorlatától eltérő dinamikai magoldást vártak el az előadótól. Jellemző, hogy a ma általánosan ismert dinamikai kottajelek sem alakultak ki a 18. század végéig, a bécsi klasszika zeneszerzőinél is bőven találunk még a maitól eltérő, gyakran következetlen írásmóddal használt, pl. forte, for, piano, pian, crescen, dimin stb. dinamikai jelzéseket. A 18. század derekától, elsősorban a mannheimi iskola zeneszerzőinek tevékenysége nyomán, a dinamika egyre inkább a tudatosan használt zeneszerzői eszköztár részévé vált, célzatosan az érzelmi-hangulati hatáskeltés és -fokozás szolgálatába állítva. A dinamikai jelzések nem javaslatok többé, hanem kötelező érvényű utasítások az előadó számára, amelyek a zenemű elválaszthatalan részét képezik. Beethovennél, és különösen a romantikus zeneszerzőknél a dinamika egyenesen kompozíciós, formaalkotó elemmé váltak. Schumann a zenemű előadói jelekkel való berendezését a darab "második megírásának" nevezte. A dinamika szó először H. G. Nägeli Hangképzéstanában jelenik meg dokumentálhatóan, általánosítása H. Riemann nevéhez fűződik.

## Dinamikai fogalmak
| zenei szakkifejezés | rövidítés | magyarul                                   |
| ------------------- | --------- | ------------------------------------------ |
| piano pianissimo    | ppp       | a leghalkabban                             |
| pianissimo          | pp        | nagyon halkan                              |
| piano               | p         | halkan                                     |
| mezzopiano          | mp        | közepesen halkan                           |
| mezzoforte          | mf        | közepesen hangosan                         |
| forte               | f         | hangosan                                   |
| fortissimo          | ff        | nagyon hangosan                            |
| forte fortissimo    | fff       | a leghangosabban                           |
| crescendo           | cresc.    | fokozatos erősítés                         |
| rinforzando         | rfz       | erőteljesen hangsúlyozva                   |
| sforzato            | sf        | erőteljesen hangsúlyozva                   |
| forzando            | fz        | erőteljesen hangsúlyozva                   |
| diminuendo          | dimin.    | halkítás                                   |
| decrescendo         | decresc.  | halkítás                                   |
| fortepiano          | fp        | hangos hangindítás, majd azonnali halkítás |